# جاكسون تشوك
جاكسون تشوك (بالإنجليزية: Jackson Chauke) (مواليد 29 مايو 1985) هو ملاكم جنوب أفريقي، مثّل بلاده في الألعاب الأولمبية الصيفية 2008.

## روابط خارجية
جاكسون تشوك على موقع بوكس ريك (الإنجليزية) (registration required)
- جاكسون تشوك على موقع أوليمبيديا (الإنجليزية)
- جاكسون تشوك على موقع دورة ألعاب الكومنولث 2006 (مؤرشف) (الإنجليزية)